# Studio S4/6
Studio imienia Jerzego Wasowskiego (Studio S4/6) – zespół studyjny Polskiego Radia przeznaczony do nagrań muzyki rozrywkowej i realizacji muzyki filmowej, zlokalizowany przy ul. Modzelewskiego 59 w Warszawie. Zespół składa się z trzech studiów: S4, S4a i S6. Nagrywanie w technice wielościeżkowej rozbudowanych składów chóralno-symfonicznych oraz muzyki filmowej możliwe jest dzięki stałym połączeniom reżyserni S4 z nagraniowo-koncertowym Studiem S1 oraz nagraniowym Studiem S2.
Stały zespół reżyserów dźwięku pracujących w studiu S4/6 stanowią: Ewa Guziołek-Tubelewicz, Leszek Kamiński i Tadeusz Mieczkowski, Przemysław Nowak i Mikołaj Wierusz. W studiu pracował także Wojciech Przybylski (zm. 2015).
31 maja 2016, wspólnie z Fundacją Wasowskich, studiu nadano imię Jerzego Wasowskiego (1913–1984) – związanego z Polskim Radiem kompozytora i reżysera, współtwórcy „Kabaretu Starszych Panów”. Uroczystości towarzyszyło odsłonięcie  tablicy pamiątkowej oraz występy Doroty Miśkiewicz, Marka Napiórkowskiego, Bogdana Hołowni, Klementyny Umer i Jacka Bończyka.